# 하블리치쿠프브로트

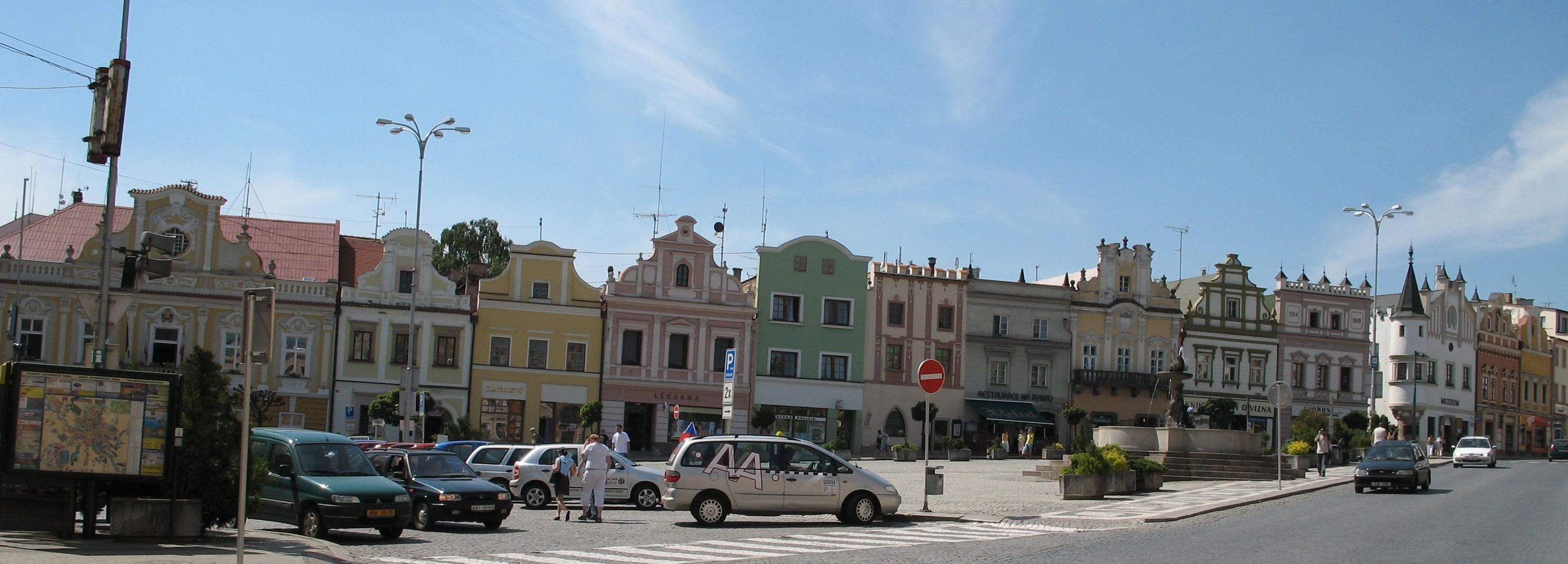
하블리치쿠프브로트

하블리치쿠프브로트(체코어: Havlíčkův Brod)는 체코 비소치나 주에 위치한 도시로 면적은 64.95km2, 높이는 422m, 인구는 23,306명(2015년 1월 1일 기준), 인구 밀도는 359명/km2이다.
12세기 문헌에 처음으로 등장했다. 1257년에 도시 지위를 부여받은 뒤부터 독일인들이 정착했다. 19세기에는 섬유 산업의 중심지로 여겨졌다. 1945년까지는 네메츠키브로트(체코어: Německý Brod, 독일어: Deutschbrod 도이치브로트[*])라는 이름으로 불렀지만 제2차 세계 대전의 종전과 함께 독일인들이 추방당하면서 지금과 같은 이름으로 바뀌었다.

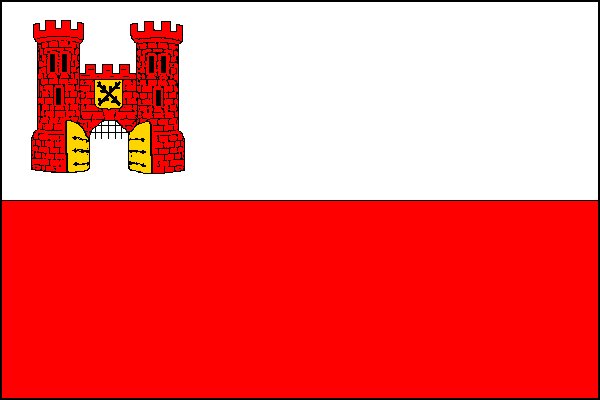
시기
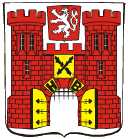
시 문장

## 인구
| 연도           | 인구   | ±%     |
| -------------- | ------ | ------ |
| 1869           | 8,189  | —      |
| 1880           | 8,811  | +7.6%  |
| 1890           | 9,359  | +6.2%  |
| 1900           | 10,240 | +9.4%  |
| 1910           | 12,628 | +23.3% |
| 1921           | 13,150 | +4.1%  |
| 1930           | 15,232 | +15.8% |
| 1950           | 17,238 | +13.2% |
| 1961           | 17,533 | +1.7%  |
| 1970           | 20,197 | +15.2% |
| 1980           | 23,146 | +14.6% |
| 1991           | 24,472 | +5.7%  |
| 2001           | 24,375 | −0.4%  |
| 2011           | 23,769 | −2.5%  |
| 2021           | 22,920 | −3.6%  |
| 출처: Censuses |        |        |

## 자매 도시
- 이탈리아 브레사노네